# Satai
Satai é uma cidade e uma nagar panchayat no distrito de Chhatarpur, no estado indiano de Madhya Pradesh.

## Demografia
Segundo o censo de 2001,  Satai  tinha uma população de 8293 habitantes. Os indivíduos do sexo masculino constituem 53% da população e os do sexo feminino 47%. Satai tem uma taxa de literacia de 40%, inferior à média nacional de 59.5%: a literacia no sexo masculino é de 52% e no sexo feminino é de 27%. Em Satai, 21% da população está abaixo dos 6 anos de idade.